# Egisto

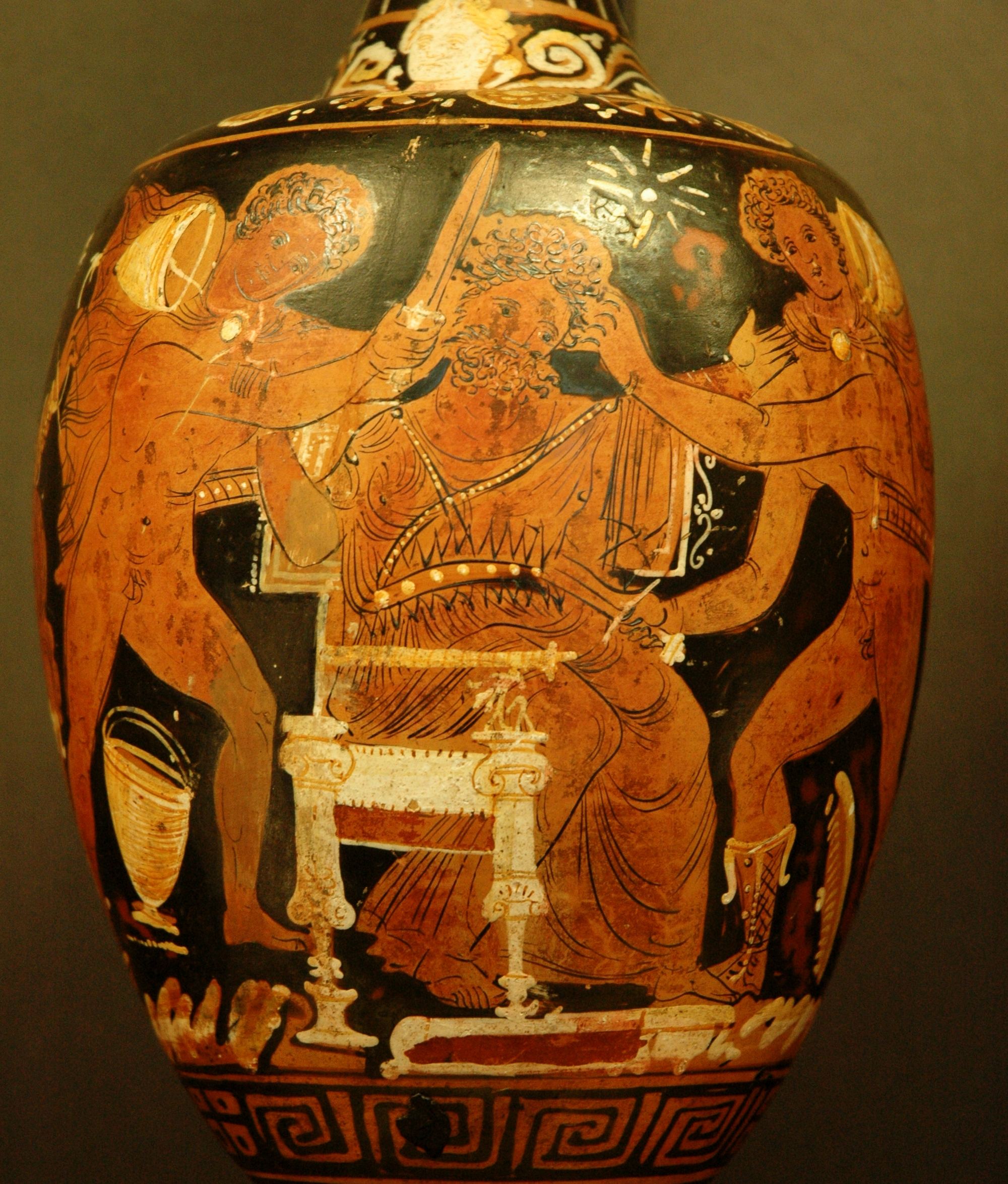
Egisto sendo assassinado por Orestes — Louvre

Na mitologia grega, Egisto (em grego:  Αἴγισθος, Aigisthos) era filho de uma relação incestuosa de Tiestes e da própria filha deste, Pelópia. Atreu, irmão de Tiestes, casou-se com Pelópia sem saber que esta era sua sobrinha. Quando Egisto nasceu, Atreu aceitou-o como seu próprio filho, porém Egisto descobriu sua verdadeira identidade e, pressionado por Tiestes, matou seu pai adotivo.
Era amante da rainha Clitemnestra. Com ela, matou o marido dela (e seu primo), Agamemnon, comandante dos exércitos gregos em guerra. Pretendeu matar sozinho Orestes, filho de Clitemnestra, mas este foi salvo por sua irmã Electra, que sabia a trama toda. Foi assassinado junto com a amante pelos dois, que vingaram a morte do pai. 
Egisto e Clitemnestra foram pais de Erígone, que teve um filho (ilegítimo) com seu meio-irmão Orestes, chamado Pentilo.